# Fundulidae
Die Fundulidae (Latein: „Fundus“ = Boden) sind eine Familie nord- und mittelamerikanischer Zahnkärpflinge (Cyprinodontiformes). 

## Merkmale
Die Fische werden 3 bis 12,5 Zentimeter lang. Die von 7 bis 16 Flossenstrahlen gestützte Rückenflosse liegt über der Körpermitte, der Anfang ihrer Basis vor oder nahe der Afterflosse. Die Afterflosse hat 9 bis 15 Flossenweichstrahlen. Das Maxillare ist nicht gerade, sondern verdreht. Sein innerer, bauchseits liegender Teil zeigt nach vorn und ist oft mit deutlichen Höckern besetzt.

## Verbreitung
Sie leben in den Gewässern der nord- und mittelamerikanischen Ebenen, nördlich bis in den Südosten Kanada, in Mexiko (bis Yukatan), auf Kuba und den Bermudas. Bevorzugt halten sie sich in stark bewachsenen Gewässern auf. Einige Arten der Gattung Fundulus gehen auch in Brackwasser oder das küstennahe Meerwasser.

## Systematik
Die Fundulidae existieren als Familie in ihrer aktuellen Zusammensetzung seit der umfassenden Arbeit von Parenti im Jahre 1981. Parenti erkannte folgende fünf Gattungen innerhalb der Fundulidae an: Adinia Girard, 1859; Fundulus Lacépède, 1803; Leptolucania Myers, 1924; Lucania Girard, 1859 und Plancterus Garman, 1895. Wiley (1986) betrachtete Plancterus und Adinia hingegen als Teil der Gattung Fundulus mit vier Untergattungen. Im Jahr 2013 wurde die Systematik der Fundulidae von Ghedotti & Davis überarbeitet. Sie erkannten wie bereits Wiley die Gattungen Fundulus, Leptolucania und Lucania und auch vier Untergattungen von Fundulus an. Lediglich die Zusammensetzung und die Namen der Untergattungen unterschieden sich teilweise. Laut Ghedotti & Davis (2013) beinhaltet die Gattung Fundulus die Untergattungen Fundulus, Plancterus, Wileyichthys Ghedotti & Davis, 2013 und Zygonectes Agassiz, 1854. Die Transkriptomanalyse von Rodgers et al. (2018) hat gezeigt, dass Wileyichthys eine eigene Gattung innerhalb der Fundulidae darstellt und die F. majalis-Gruppe, die zuvor Teil der Untergattung Fundulus war, eine eigene Untergattung darstellt.

## Gattungen und Arten
Die Familie Fundulidae enthält vier Gattungen mit 45 rezenten Arten. Zusätzlich werden der Familie Fundulidae sechs fossile Arten zugeordnet.

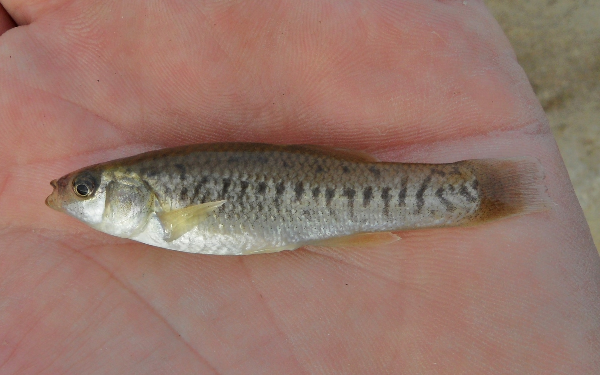
Wileyichthys parvipinnis

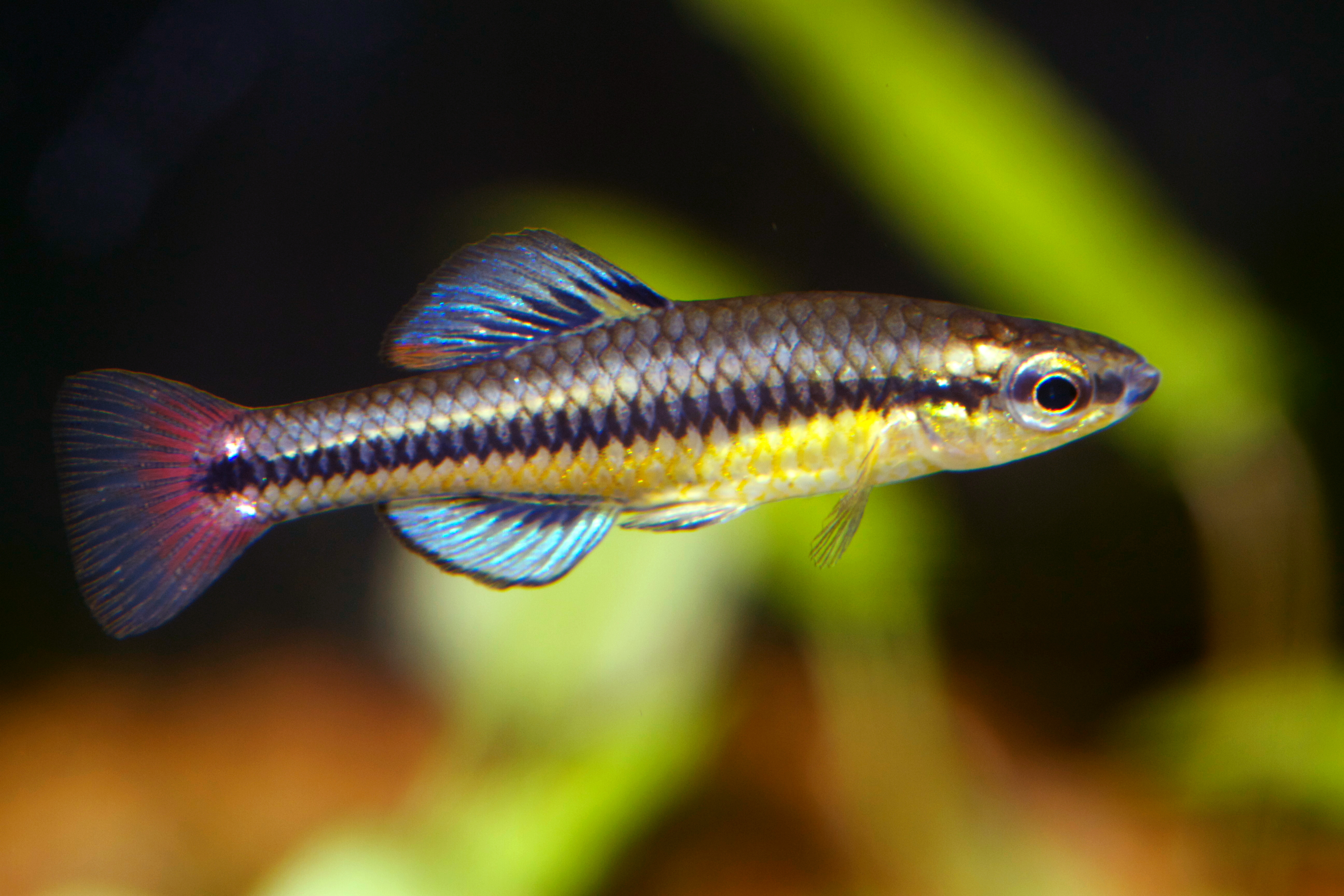
Lucania goodei

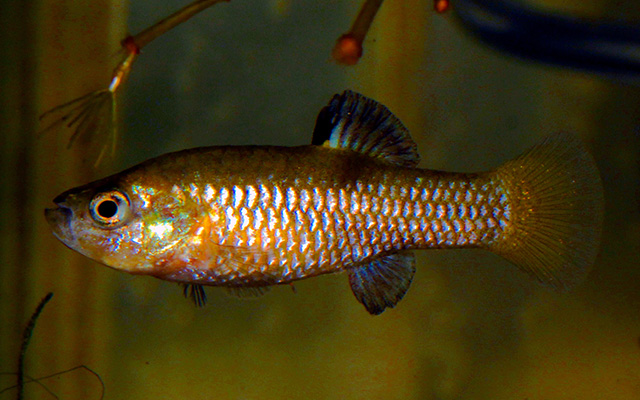
Lucania interioris

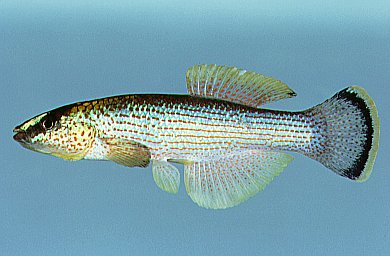
Fundulus (Fundulus) catenatus

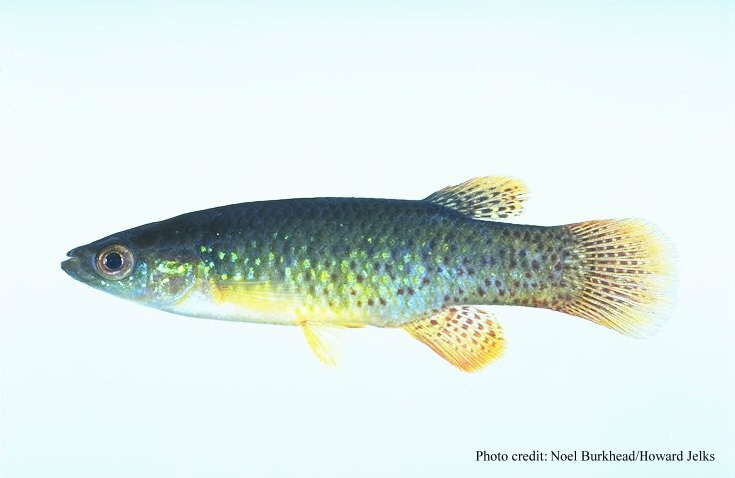
Fundulus (Zygonectes) chrysotus

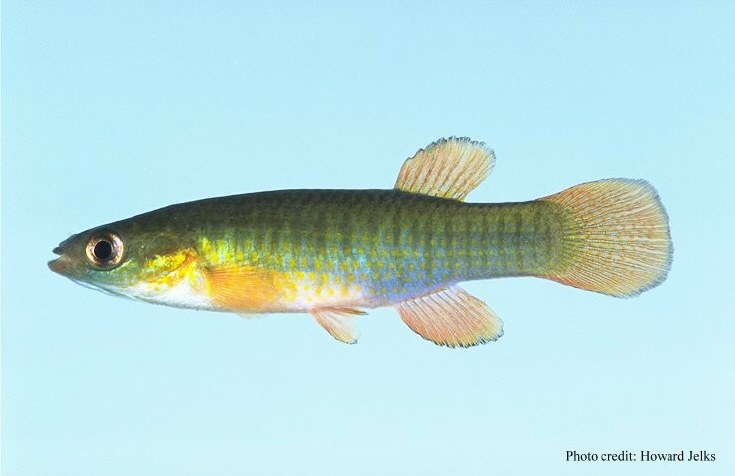
Fundulus (Zygonectes) cingulatus

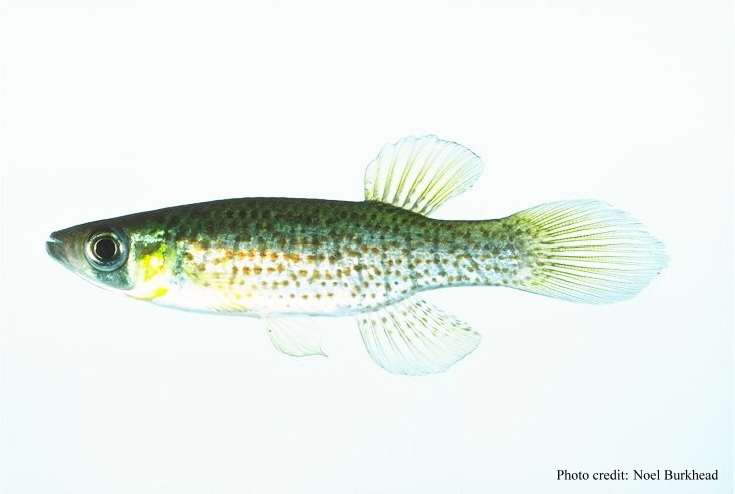
Fundulus (Zygonectes) escambiae

- Gattung Wileyichthys Ghedotti & Davis, 2013

- Wileyichthys brevis (Osburn & Nichols, 1916)
- Wileyichthys lima (Vaillant, 1894)

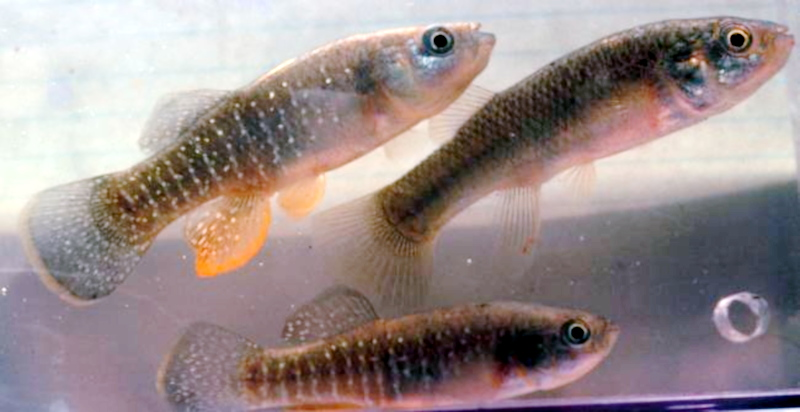
Fundulus (Fundulus) heteroclitus

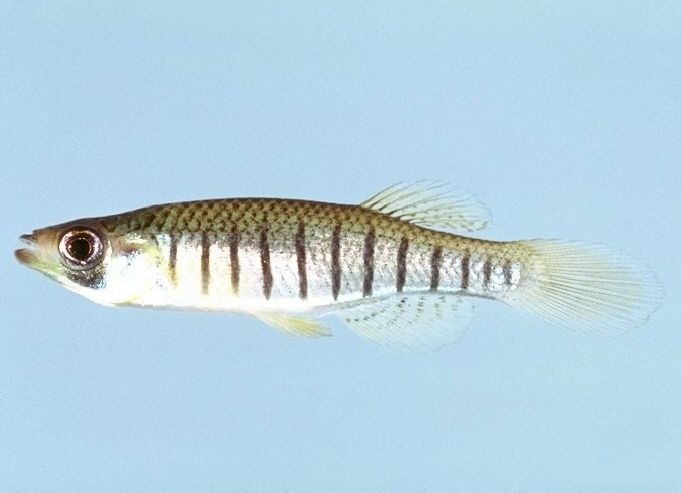
Fundulus (Zygonectes) lineolatus

- Wileyichthys parvipinnis (Girard, 1854)

- Gattung Leptolucania Myers, 1924

- Leptolucania ommata (Jordan, 1884)

- Gattung Lucania Girard, 1859

- Lucania goodei Jordan, 1880
- Lucania interioris Hubbs & Miller, 1965
- Lucania parva (Baird & Girard, 1855)

- Gattung Fundulus Lacépède, 1803

- Untergattung Fundulus Lacépède, 1803

- F. heteroclitus-Gruppe

- Fundulus bermudae Günther, 1874
- Fundulus confluentus Goode & Bean, 1879

- Fundulus confluentus confluentus Goode & Bean, 1879
- Fundulus confluentus pulvereus (Evermann, 1892)

- Fundulus grandis Baird & Girard, 1853

- Fundulus grandis grandis Baird & Girard, 1853
- Fundulus grandis herminiamatildae García-Ramírez, Lozano-Vilano & de la Maza Benignos, 2022
- Fundulus grandis philpisteri García-Ramírez, Contreras-Balderas & Lozano-Vilano, 2007
- Fundulus grandis saguanus Rivas, 1948

- Fundulus grandissimus Hubbs, 1936
- Fundulus heteroclitus (Linnaeus, 1766)

- Fundulus heteroclitus heteroclitus (Linnaeus, 1766)
- Fundulus heteroclitus macrolepidotus (Walbaum, 1792)

- Fundulus relictus Able & Felley, 1988
- Fundulus rhizophorae Goode, 1977

- F. catenatus-Gruppe

- Fundulus bifax Cashner & Rogers, 1988
- Fundulus caddo Fast, Hundt, Alley & Sandel, 2025
- Fundulus catenatus (Storer, 1846)
- Fundulus cryptocatenatus Fast, Hundt, Alley & Sandel, 2025
- Fundulus stellifer (Jordan, 1877)

- F. diaphanus-Gruppe

- Fundulus diaphanus (Lesueur, 1817)

- Fundulus diaphanus diaphanus (Lesueur, 1817)
- Fundulus diaphanus menona Jordan & Copeland, 1877

- Fundulus rathbuni Jordan & Meek, 1889
- Fundulus waccamensis Hubbs & Raney, 1946
- Fundulus sp. ‘Lake Phelps’
- Fundulus sp. ‘Shearon Harris Reservoir’

- incertae sedis

- † Fundulus albolineatus Gilbert, 1891
- Fundulus jenkinsi (Evermann, 1892)
- Fundulus julisia Williams & Etnier, 1982
- Fundulus seminolis Girard, 1859

- Untergattung Galasaccus Fowler, 1916

- Fundulus majalis (Walbaum, 1792)
- Fundulus persimilis Miller, 1955
- Fundulus similis (Baird & Girard, 1853)

- Untergattung Plancterus Garman, 1895

- Fundulus kansae Garman, 1895
- Fundulus zebrinus Jordan & Gilbert, 1883

- Untergattung Zygonectes Agassiz, 1854

- F. luciae-Gruppe

- Fundulus luciae (Baird, 1855)
- Fundulus xenicus Jordan & Gilbert, 1882

- monotypische Klade

- Fundulus sciadicus Cope, 1865

- F. notatus-Gruppe

- Fundulus euryzonus Suttkus & Cashner, 1981
- Fundulus notatus (Rafinesque, 1820)
- Fundulus olivaceus (Storer, 1845)

- F. cingulatus-Gruppe

- Fundulus cingulatus Valenciennes, 1846
- Fundulus rubrifrons (Jordan, 1880)

- monotypische Klade

- Fundulus chrysotus (Günther, 1866)

- F. nottii-Gruppe

- Fundulus blairae Wiley & Hall, 1975
- Fundulus dispar (Agassiz, 1854)
- Fundulus escambiae (Bollman, 1887)
- Fundulus lineolatus (Agassiz, 1854)
- Fundulus nottii (Agassiz, 1854)

fossile Arten der Fundulidae:
- † 'Fundulus' curryi Miller, 1945 – Pliozän bis Pleistozän, Death Valley
- † 'Fundulus' davidae Miller, 1945 – Pliozän bis Pleistozän, Death Valley
- † 'Fundulus' detillae Hibbard & Dunkle, 1942 – Pliozän, westliches Kansas
- † 'Fundulus' eulepis Miller, 1945 – Pliozän bis Pleistozän, Death Valley
- † 'Fundulus' lariversi Lugaski, 1977 – Miozän, mittleres Nevada
- † 'Fundulus' nevadensis (Eastman, 1917) – Pliozän, nordwestliches Nevada